# Boris Dittrich

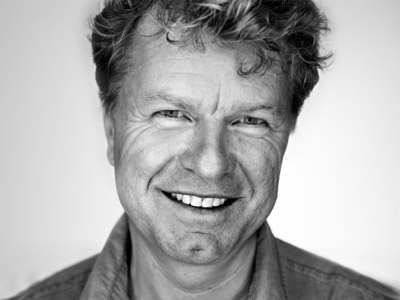
Boris Dittrich

Boris Ottokar Dittrich (nascido a 21 de Julho de 1955 em Utrecht) é um ativista de direitos humanos e um antigo político e escritor holandês.

## A vida
Boris Dittrich cresceu em Utrech e estudou advocacia na Universidade de Leiden. Trabalhou como advogado em Amesterdão entre 1981 e 1989, e posteriormente exerceu como juiz no tribunal de Alkmaar, entre 1989 e 1994. Dittrich é casado com o escultor holandês/israelita Jehoshua Rozeman. 

### Carreira Política
Entre 1994 e 2006 Dittrich foi membro do parlamento como representante o partido social e liberal D66. Em 2003, Boris Dittrich ascendeu a líder do partido.
Dittrich tem sido um dos parlamentários holandeses mais produtivos desde a fundação em 1838. Ele é o primeiro membro a ratificar quatro Projetos-Lei com êxito. Dittrich tomou a iniciativa de promover leis contra a perseguição, leis para que as vítimas possam falar durante um julgamento, para a abolição dos prazos para a acusação em crimes como homicídio voluntário e involuntário e, ainda, escreveu a lei que fixa o preço dos livros com o objetivo de proteger consumidores/as, autores/as e pequenas livrarias.
Durante a sua carreira Dittrich tornou-se numa figura nacional graças às suas iniciativas sobre temas relacionados com o casamento entre pessoas do mesmo sexo, a legalização de certas formas de trabalho sexual e a descriminalização do uso de drogas leves. Temas que fizeram com que a Holanda fosse pioneira mundial no que se refere a estes temas.

### Depois da carreira parlamentária
No início de 2007 Dittrich tornou-se Diretor de Planificação do Programa de Direitos LGBT na Human Rights Watch na sede da organização não-governamental, em Nova York. Dittrich trabalha a vários níveis para conseguir direitos igualitários e não discriminatórios para a comunidade LGTB.
Dittrich recebeu vários prémios em reconhecimento do seu trabalho. Entre outros, em 2006, foi-lhe outorgado pela Rainha Beatrix o título da Ordem de Orange-Nassau pelo seu compromisso político.

## Livros
Dittrich publicou cinco livros. O seu romance mais recente “W.O.L.F”, um thriller literário, foi selecionado como o melhor thriller holandês de 2016 pela Vrij Nederland Thriller and Detective Guide.